# Christian David (malfaiteur)
Pour les articles homonymes, voir Christian David et David.
Christian David, dit « Le Beau Serge », né en 1930, est un malfaiteur actif de la fin des années 1950 au début des années 1970. Certaines sources mentionnent qu'il fut membre du Service d'action civique (SAC), le service d'ordre gaulliste. En 1966, sur le point d'être interpellé, il assassine un commissaire de police à Paris, puis se réfugie en Amérique du Sud où il s'associe avec Auguste Ricord dans l'une des principales filières d'exportation d'héroïne vers les États-Unis et le Canada.

## Parcours
Christian David a versé très tôt dans le banditisme. En 1966, il est âgé de trente-cinq ans. C'est un professionnel du crime, déjà condamné vingt et une fois dont six fois à Paris pour port d'armes, outrages à agents, vols, proxénétisme et agressions. En octobre 1961, il s'est évadé de l'hôpital psychiatrique de Cadillac (Gironde), où il avait réussi à se faire transférer après avoir simulé la folie. Il est connu sous le nom de " Beau Serge ". Certaines sources mentionnent qu'il est considéré comme un « dangereux repris de justice »

## Meurtre du commissaire Galibert à Paris
Le 2 février 1966, le commissaire Maurice Galibert, chef du groupe de répression du banditisme de la première brigade mobile, pénètre avec ses inspecteurs, vers cinq heures du matin, dans un bar de la rue d'Armaillé à Paris : « le Saint-Clair ». Il recherche des individus susceptibles d'avoir participé au rapt de Mehdi Ben Barka le 29 octobre 1965 : Julien Le Ny dit « Serge », dont la présence a été signalée dans le bar, ou Georges Boucheseiche. Aucun de ces hommes n'est présent au « Saint-Clair ». Mais, en vérifiant l'identité des clients, le commissaire découvre un visage connu : celui du « Beau Serge ». Le policier lui ordonne de les suivre, après l'avoir fouillé mais sans lui passer les menottes. David prend son imperméable en sortant du bar. 
Selon certaines sources, il aurait exhibé au préalable une carte du Service d'action civique. L'historien François Audigier, spécialiste du gaullisme et de ses réseaux, explique que David « a bien sorti une carte tricolore avant de tirer sur le policier mais pas celle du SAC contrairement à ce que dira la presse ». La Commission d'enquête parlementaire sur les activités du Service d'action civique confirme, en 1982, qu'il ne s'agissait pas d'une carte du SAC, « mais plutôt d'un "coupe-file", sans doute du type de ceux que la Préfecture de police distribuait à l'époque ». Au moment de prendre place dans le véhicule des policiers, David sort une arme de la poche de l'imperméable et tire sur les policiers, tuant Galibert et blessant les inspecteurs Gibaux et Rouzier, puis s'enfuit.

## Fuite au Mexique et intégration dans les réseaux Ricord
Selon diverses sources,, il est pris en charge par les réseaux des Guérini et se cache sur la Côte d'Azur puis à proximité de l'étang de Berre dans la propriété de Constantin « Tintin » Tramoni, un vieux voyou considéré comme un « juge de paix » du milieu. Tramoni serait venu le récupérer au Fetich Club de Neuville-sur-Ain où il se cachait. 
Il est contraint de quitter la France, où il risque la condamnation à mort. Grâce à l'assistance des Guérini, il gagne l'Amérique du Sud via l'Italie. Les services de police auront connaissance de l'intervention des Guérini, ce qui accroîtra leur détermination à provoquer la chute du clan,.
On l'aurait ensuite localisé dans divers pays d'Amérique latine. En Argentine, il aurait servi d'instructeur au Front argentin de libération — le FAL —, pensant qu'il s'agissait d'un mouvement péroniste. Découvrant sa méprise, il aurait quitté le FAL en emportant 250 000 dollars et des documents. En Uruguay, il serait entré en contact avec les Tupamaro pour les dénoncer ensuite aux autorités. Sa trahison aurait permis à l'armée uruguayenne d'appréhender un groupe de cent cinquante guérilleros. Ces informations n'ont jamais été confirmées.
En juin 1969, Christian David rejoint Buenos Aires où il intègre les réseaux d'Auguste Ricord, patron de la filiére sud-américaine de l'héroïne et ancien associé d'Henri Lafont, le chef de la Gestapo française. En 1972, il est considéré par le Bureau of Narcotics and Dangerous Drugs comme le lieutenant de Ricord, qui est soupçonné d'avoir introduit sur le sol des États-Unis plus de 6 tonnes d'héroïne depuis 1967.

## Arrestation au Brésil et condamnation aux États-Unis
Le 21 octobre 1972, Christian David est arrêté à Feira de Santana par la police brésilienne en compagnie d'un autre trafiquant, Michel Nicoli. Incarcéré à la prison de Sao Paulo, il tente à deux reprises de se donner la mort. Il expliquera par la suite avoir été torturé.
Le dossier constitué par la police brésilienne fait état de liens existant entre David et les services secrets français qu'il aurait quittés après avoir participé à l'enlèvement et à l'exécution de Ben Barka. Pour le journaliste d'investigation Jacques Derogy, David a « raconté des histoires » sur l'affaire Ben Barka, à laquelle il n'a nullement participé ; ce ne sont que des « manœuvres de diversion » pour échapper à l'extradition.
Le 10 novembre, M. Chavanac, juge d'instruction à Paris, communique à Interpol et aux autorités brésiliennes un mandat d'arrêt international contre Christian David. En dépit du fait que la justice française demande son extradition, David est remis aux autorités américaines le 17 novembre. Ayant plaidé coupable, il est condamné le 1er décembre par le tribunal fédéral de Brooklyn à vingt ans de prison.

## Rumeurs sur l'implication au SAC
Selon certaines sources, Christian David aurait fait partie du Service d'action civique. Dans Le Nouvel Observateur, René Backmann écrit qu'il est « bien placé pour connaître les liens qui existent entre le S.A.C., le « milieu », et certaines filières internationales de trafic de l’héroïne ou des armes. Et beaucoup de gens à Paris, (...) tremblent (...) à la pensée que le « beau Serge », pris au piège, pourrait révéler un peu trop de noms aux policiers américains du Bureau des Narcotiques ». Ceci expliquerait notamment que Christian David ait été extradé vers les États-Unis et non vers la France. Honoré Gévaudan, qui fut directeur adjoint de la police judiciaire, estime qu'il s'agit de « venimeux sous-entendus » auxquels il oppose des arguments moraux et juridiques. Selon lui, ni les policiers, ni les juges n'auraient accepté de ne pas faire leur devoir vis-à-vis de l'assassin d'un commissaire. Par ailleurs les États-Unis, afin d'obtenir cette extradition, disposent de moyens de pression considérables sur les gouvernements sud-américains, à la différence de la France. Du reste, si David a d'emblée plaidé coupable devant le tribunal de Brooklyn, c'est qu'il ne tient pas du tout à revenir en France où il risque la guillotine.

## Extradition et procès en France
Le 24 janvier 1985, Christian David arrive à l'aéroport d'Orly. Il a été extradé la veille des États-Unis, où il a été emprisonné pendant treize ans, pour être remis à la justice française. Ses avocats ont en vain interjeté appel contre l'arrêté d'extradition pris par la justice américaine. Ils ont ensuite tenté sans succès d'obtenir pour lui l'asile politique aux États-Unis, sous le prétexte que sa vie serait en danger s'il rentrait en France.
Son procès débute le 25 janvier 1988 devant la cour d'assises de Paris. Âgé de 58 ans, il se présente sur des béquilles, portant une longue barbe, comme un vieillard impotent que son avocat déclare « mourant ». Il semble avoir des problèmes d'audition et parle en murmurant. Au fil de la première journée, sa voix s'affirme et son audition s'améliore. Il nie les faits. Un incident d'audience oppose son avocat à l'expert psychiatre Pierre Tuffet, qui rappelle les diverses expertises pratiquées par ses confrères sur l'accusé depuis 1961 et conclut : « Il s'agit d'un grand simulateur qui réagit à l'incarcération par des manifestations théâtrales dont on a remarqué la constance au cours des diverses périodes de détention ».
Le procès est renvoyé à quatre reprises, car Christian David s'entaille l'abdomen avec un rasoir jetable, puis ingère différents ustensiles de cuisine. Le 14 septembre 1989, la cour d'assises le condamne à quinze ans de détention.

## «Révélations» sur l'assassinat deJohn Fitzgerald Kennedy
Selon le journaliste Stephen Rivele (Assassination of John F Kennedy), Christian David lui aurait avoué qu'Antoine Guérini aurait envoyé des tueurs à Dallas et que c'est un certain Lucien Sarti qui aurait tiré sur Kennedy depuis le monticule herbeux (grassy knoll). En 1963, la Mafia américaine, décidée à éliminer Kennedy, aurait cherché le plus loin possible des États-Unis des tueurs à gages expérimentés pour l'exécution de ce " contrat " hors du commun. Elle se serait adressée à Antoine Guérini. Lucien Sarti, un tueur spécialisé dans le maniement de balles explosives, et deux autres gangsters du Vieux Port, Sauveur Pironti et Roger Bocognani, auraient accepté le contrat. Un film documentaire appuyant cette thèse est diffusé sur la chaîne privée britannique ITV le 25 octobre 1988. Il comporte des incohérences manifestes qui mettent à mal sa crédibilité.